# Laubertia contorta
Laubertia contorta är en oleanderväxtart som först beskrevs av Martin Martens och Galeotti, och fick sitt nu gällande namn av Robert Everard Woodson. Laubertia contorta ingår i släktet Laubertia och familjen oleanderväxter. Inga underarter finns listade i Catalogue of Life.